# Gerard Manley Hopkins
Gerard Manley Hopkins (28. července 1844 Londýn – 8. června 1889 Dublin) byl anglický jezuitský kněz, teolog, filolog a básník. Narodil se v Londýně ve středostavovské rodině. Studoval Balliolskou kolej v Oxfordu, roku 1866 konvertoval ke katolicismu (působením kardinála Johna Henry Newmana) a později se stal jezuitou a knězem. Působil jako učitel, později jako profesor klasické filologie na University College v Dublinu. Zemřel na tyfus v Dublinu.
Za svého života žádné básně nepublikoval, jeho básnické dílo bylo vydáno posmrtně až roku 1918 jeho přítelem Robertem Bridgesem. Skutečně proslulým autorem se stal až po roce 1945. Dnes je Hopkins považován za jednoho z nejvýznamnějších viktoriánských básníků jak pro své prozodické experimenty, tak pro imaginativní sílu svých veršů. Hopkins využíval tónický verš a hodně aliteraci (Thou mastering me/God, giver of breath and bread).

## Audio
- Maria Hoffman, Jan Hrubý, Gerard Manley Hopkins: The Habit Of Perfection, Indies Scope 2006